# Joachim Unterländer

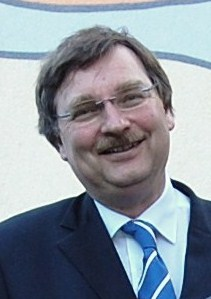
Joachim Unterländer (2011)

Joachim Unterländer (* 13. April 1957 in München) ist ein deutscher Politiker (CSU). Er war von 1994 bis 2018 Mitglied des Bayerischen Landtags.

## Leben und Beruf
Nach der mittleren Reife 1974 in München absolvierte Unterländer die Beamtenfachhochschule für Staatsfinanzen 1979. Im Anschluss daran arbeitete er zunächst in der Bezirksfinanzdirektion München, dem Bayerischen Landwirtschaftsministerium und von 1987 bis 1994 als Fraktionsassistent für Soziales, Umwelt, Kultur, Gesundheit und Schule in der CSU-Stadtratsfraktion München.
Joachim Unterländer ist verheiratet und hat eine Tochter. Vor seiner Tätigkeit als Landtagsabgeordneter war er ehrenamtlich im Bayerischen Roten Kreuz aktiv. Seit 2017 ist er Vorsitzender des Landeskomitees der Katholiken in Bayern.

## Partei
1977 trat Unterländer in die Junge Union und die CSU ein. Er ist Kreisvorsitzender der CSU München Nord-West und seit 13. November 2010 Landesvorsitzender der CSA Bayern.

## Abgeordneter
Unterländer war von 1990 bis 1994 Mitglied des Bezirkstags Oberbayern. Im Jahr 1994 wurde er Mitglied des Bayerischen Landtags und gehört damit zur Gruppe der 94er.
Er war sozialpolitischer Sprecher seiner Fraktion, stellvertretender Vorsitzender des Ausschusses für Sozial-, Gesundheits- und Familienpolitik des Bayerischen Landtags sowie Vorsitzender der CSU-Familienkommission.
Joachim Unterländer ist stets als direkt gewählter Abgeordneter des Stimmkreis München-Moosach (Wahlkreis Oberbayern) in den Bayerischen Landtag eingezogen. Nach der Landtagswahl 2018 schied er aus dem Landtag aus.

## Ehrungen und Auszeichnungen
- 2009 Bayerischer Verdienstorden
- 2010 die Bayerische Verfassungsmedaille in Silber sowie 2015 in Gold
- 2019: Päpstlicher Gregoriusorden (Ritter)[2]